# ちびっこ何でもやりまショー
『ちびっこ何でもやりまショー』（ちびっこなんでもやりまショー）は、1971年10月4日から同年12月27日まで日本テレビ系列局で放送されていた日本テレビ製作のバラエティ番組である。放送時間は毎週月曜 19:00 - 19:30 （日本標準時）。

## 概要
毎回5人の女子小学生が出場していたコンテスト形式の視聴者参加型番組で、3つのコーナーを通して「ミスかわいこちゃん」を決めていた。司会は三波伸介が務めていた。

## 進行
前述のとおり、毎回5人の女子小学生たちが出場。出場者たちはそれぞれ自身の推薦者を連れて参加していた（推薦者たちも全員小学生だった）。
第1コーナーは「特技コーナー」で、出場者たちが各々の特技を披露していた。続く第2コーナーは「ゲストコーナー」で、各回のゲスト審査員に因む事を出場者たちにやってもらっていた。小松政夫がゲストの回では、小松の得意とする淀川長治のものまねを競技種目にしていた。そしてラストの第3コーナーは「質問コーナー」で、ゲスト1人と男子小学生9人の計10人の審査員が出す質問に出場者たちが答えていた。出場者たちが全員水着姿になるコーナーもあったが、途中で着衣姿に変わっていた。
全ての審査が終わったら、ゲスト審査員がドラムロールとともに出場者の1人に王冠を被せて「ミスかわいこちゃん」を発表。受賞者にはトロフィーと賞品を贈呈していた。また、出場者全員に参加賞を贈っていた。
オープニングとエンディングでは、トレーナーとミニスカ姿の4人の女子小学生たちが素足で椅子に上がり、椅子の上でゴーゴーを踊っていた。

## 放送局
以下、特記の無い限り全て放送時間は月曜 19:00 - 19:30、同時ネット。
- 日本テレビ（制作局）
- 札幌テレビ[1]
- 青森放送[2]
- テレビ岩手[2]
- 秋田放送[2]
- 山形放送[2]
- 仙台放送：火曜 18:00 - 18:30[3]
- 福島中央テレビ：月曜 19:30 - 20:00[4]
- 新潟総合テレビ：日曜 11:00 - 11:30[5]
- 信越放送：木曜 18:00 - 18:30[6]
- 山梨放送[7]
- 北日本放送[8]
- 福井放送[8]

- 名古屋テレビ[9]
- よみうりテレビ[10]
- 日本海テレビ[11]
- 西日本放送[12]
- 山口放送[13]
- 四国放送[14]
- 南海放送[13]
- 高知放送[13]
- 福岡放送[15]
- テレビ長崎[15]
- 熊本放送：日曜 11:30 - 12:00[15]
- テレビ大分：土曜 19:00 - 19:30[16]
- テレビ宮崎：日曜 10:30 - 11:00[17]